# 藤田恵名
藤田 恵名（ふじた えな、1990年7月7日 - ）は、日本の女性シンガーソングライター、元グラビアアイドル。
福岡県北九州市出身。キングレコード所属。既婚で、夫は平成ノブシコブシの徳井健太。

## 略歴

### 1990年 - 2009年：生い立ちから上京までの活動
1990年7月7日、福岡県北九州市出身。幼少期、親族の目の前でセーラームーンの曲を唄い褒められたことがきっかけで歌手の道を志す。
2005年10月に福岡ののど自慢大会に出場し中学生でグランプリを獲得。その後オーディションを経て2006年5月、ジークス天神のイメージソング『だからSmile〜heart to heart〜』の歌唱を担当。
2006年6月より福岡の芸能スクールVANZ Entertainmentでの活動を開始、2007年8月にリョーユーパン『ソフト＆ソフト』のCMソング（無題曲）に起用される。12月、高校生制服対抗ダンス甲子園に「Clean Crew」のメンバーとして出場。2008年1月11日、オリジナル曲『カレン』を収録したオムニバスアルバム『VANZ VARIETY VOL.1』（廃盤）をVANZ Recordsから発売した。VANZ ALL STARSとして『V.A.N.Z.〜vanguard〜』にもボーカル参加した。
2009年にVANZ Entertainment所属のガールズバンド「イツカミナツ」のドラムとして加入（「エナ」名義）、8月26日にユニバーサルミュージックから発売したマキシシングル『WILDBERRY』は発売2週で1000枚以上を売り上げ9月14日付のオリコンインディーズチャートで11位を記録。この年の『24時間テレビ32「愛は地球を救う」』の福岡放送メインステージ（イオンモール福岡ルクル）に、チャリティーライブ出演し、12月31日の長崎ハウステンボスカウントダウンライブに「藤田恵名withヒロミ・イツカ」として出演したが、年明けに脱退する。

### 2010年 - 2022年：上京後の活動
2010年1月に上京し、その後ワタナベエンターテイメントカレッジ（ヴォーカルコース専攻）に入所。所属中の2010年10月、BSフジ「青春!イモトの門」で初レギュラー出演。
2011年12月に日本テレビ『TOKYOヒットガール』のコーナー「浅草で歌ウマ美女を探せ」に出演。スタジオで絢香の『三日月』をカラオケ披露し、ゲストの植村花菜が「裏声の使い方も上手でコブシもまわせて素晴らしい。もっと声を張る感じの曲も聞いてみたい」と肯定的に評価した。
2012年9月よりチバテレ・TOKYO MXの『真夜中のおバカ騒ぎ!』に番組パネラーとして地上波で初のレギュラー出演。
2012年10月、エムズファクトリーに所属。音楽活動と並行してグラビア活動を開始する。
2014年1月、ミス東スポ2014グランプリに選出され、10月にSPACEY MUSIC ENTERTAINMENT（販売はコロムビア・マーケティング）よりシングル『ユメヒコウセン／東スポソング』をメジャーリリース。
2015年1月、エムズファクトリーの営業終了に伴いフリーへ。個人事務所であるスタッズプロダクションを設立し、2016年11月に株式会社化、ライブイベントやグッズ販売等は現在も自身でプロデュースしている。
2015年7月、ハックルベリーに所属。しかし半年で離れ、2016年1月にジオプロモーション（のちのプリュ）に移籍（業務提携）。パチスロライターや麻雀に関するタレント活動も開始。
2016年8月、映画『EVIL IDOL SONG』で映画初出演・初主演を果たし、また同時にキングレコードへ移籍。同名の主題歌（タイアップ）を含むミニアルバムで再デビュー。ヌードジャケットが、今一番脱げるシンガーソングライターだと反響を呼んだ。
2016年11月、ミスiD2017においてCHEERZ賞、一般投票1位のW受賞。
2017年1月、MCバトル大会「CINDERELLA MCBATTLE VOL.1」に「MCビキニ a.k.a 藤田恵名」として出場。
同年8月、主演する映画『血を吸う粘土』の主題歌『私だけがいない世界』のMVで、ヌードやビキニで歌う姿を披露し、今一番脱げるFカップ歌手だと話題になる。
2018年6月、キングレコードよりシングル『言えない事は歌の中』で約4年半ぶりにシングルをメジャーリリース。プロモーションビデオ（西村喜廣監督）がグロテスクなため地上波テレビで放送禁止に指定。急きょ「検閲済ver.」が制作された。
2020年6月、シングル『DEAD STROKE』をリリース。アニメ『バキ』中国大擂台賽編（第2期）ED主題歌。
2021年10月27日、出演予定だったライブや番組を立て続けにキャンセルしたことについてブログで謝罪。心身の不調がある状態を報告した。
2022年6月、『週刊文春』にて平成ノブシコブシ・徳井健太との結婚が報じられる。
同年9月3日、藤田自身の公式ブログにて子供を出産していることを公表した。
2022年10月14日、しばらく業界から離れていた藤田のリハビリを兼ねて、ラジオ形式の番組「藤田恵名のBO！」を週１回、Youtubeで配信を開始した。

### 2023年 - ：復帰後の活動
2023年3月21日、復帰ライブを行い、その後、徐々にライブ活動を活性化していった。
2023年10月29日、藤田のリハビリを兼ねて約1年間配信してきた「藤田恵名のBO！」が、その役割を終えたとして配信を終了した。
2023年12月13日、アルバム『狂女』（ぐるめ）をリリース。
2024年1月13日にSNS等でガールズバンド「yesAND」の結成を発表、同年3月22日に1stワンマンライブを行った。

## 人物
- 愛称は「エナメル」。
- 20歳で母を亡くしている[36]。
- ミス東スポ2014グランプリ。ミスiD2017（一般投票1位、CHEERZ賞）。キャッチコピーは「今、一番脱げるシンガーソングライター」[37]。過去には「シンガーソングラドル」[38]「一人遊園地シンガーソングライター」[39]など。MCビキニとしてラッパーとして活動もしていた[40]。
- 好きな食べ物は、くるみパン、アボカド、チョコ、しいたけ、ミートソーススパゲッティ[41]、アイス、魚卵[42]などで、嫌いな食べ物は無いという。肉の味を当てるのが苦手。
- 好きなキャラクターはマイメロディ、すーぱーそに子[43]、ベティ・ブープ。
- 寝るときの格好は「ノーパン・ノーブラに可愛いパジャマ。冬はさらにモコモコ」[44]。
- 水着で歌う理由は、音楽の仕事もある事務所だと勘違いしてグラビアの事務所に入ったため[45]。当初は困惑もあったが、ミス東スポ受賞後は他のアーティストより目立てるゆえ、他者にできない自身の特徴であり免罪符と割り切る[45]。もともとDTMで音楽作りをしていたが、水着グラビアの（シンガーソングライターのような）アイテムとしてギターを持ち出して以来、弾けなかったギターを練習し、ライブでも披露している[45]。グラビアアイドルとしてイメージビデオを発売し、『週刊プレイボーイ（2018年50号（11月26日発売））』などの雑誌に掲載される。[46]
- 2019年5月24日発売の『ヤングアニマル』11号で青年誌で初めて表紙と巻頭グラビアに掲載されて、記念イベントが催された。[47]
- 2019年4月に育乳エステに通い、ブラジャーのサイズがFカップからGカップになった[48]。

### 交友関係
女優の松山愛里は高校の同級生。松山の友人岸本セシルとも交流がある。『真夜中のおバカ騒ぎ!』にて共演した倉持由香、小間千代、山中真由美らと交流がある。

### 共同作業者
主に以下のサポートメンバーが参加する。
- 田渕ガー子 - ギター （1stアルバム以降の大半の楽曲で編曲を手掛ける）
- 浅倉高昭 - ベース
- 森田龍之助 - ドラム

2019年7月7日ワンマンライブサポート(アコースティック編成)
- 肥沼武 - ギター
- 小林 "やしこば" 健二郎 - ベース
- 平川萌 - ドラム

2015年7月4日-4thワンマンライブサポート
- 社(やしろ) - ギター
- 大崎由希 - ドラム
- 星野李奈 - ベース

過去には以下のメンバーがサポートとして参加している。
- WATALU（bye-bye circus） - ドラム、カホン
- 直子 - ピアノ、キーボード
- しちりん - パーカッション
- yuRie - サックス

## ディスコグラフィ

### メジャー

#### アルバム
| 枚             | 発売日         | タイトル       | 形態                                            | 品番                  | 最高位         |
| キングレコード | キングレコード | キングレコード | キングレコード                                  | キングレコード        | キングレコード |
| -------------- | -------------- | -------------- | ----------------------------------------------- | --------------------- | -------------- |
| 1st            | 2016年8月24日  | EVIL IDOL SONG | CD                                              | KICS-3417             | 144位          |
| 2nd            | 2017年8月9日   | 強めの心臓     | CD（CDのみの着衣盤とCD+DVDの脱衣盤の2種類発売） | KICS-3511 KIZC-409/10 | 77位           |
| 3rd            | 2019年6月26日  | 色者           | CD（CDのみの着衣盤とCD+DVDの脱衣盤の2種類発売） | KICS-3806 KIZC-543/4  | 78位           |

#### シングル
| 枚                                 | 発売日                             | タイトル                           | 形態 | 品番                                     | 最高位                             |
| SPACEY／コロムビア・マーケティング | SPACEY／コロムビア・マーケティング | SPACEY／コロムビア・マーケティング | SPACEY／コロムビア・マーケティング | SPACEY／コロムビア・マーケティング       | SPACEY／コロムビア・マーケティング |
| ---------------------------------- | ---------------------------------- | ---------------------------------- | --- | ---------------------------------------- | ---------------------------------- |
| 1st                                | 2014年10月29日                     | ユメヒコウセン                     | CD | QACY-10016                               | 43位                               |
| キングレコード                     |                                    |                                    | |                                          |                                    |
| 2nd                                | 2018年6月20日                      | 言えない事は歌の中                 | CD+DVD（脱衣盤） CD（着衣盤） | KIZM-553/4（脱衣盤） KICM-1844（着衣盤） | 62位                               |
| 3rd                                | 2019年1月16日                      | 月が食べてしまった                 | CD+DVD（脱衣盤） CD（着衣盤） | KIZM-595/6（脱衣盤） KICM-1913（着衣盤） | 35位                               |
| 4th                                | 2020年6月10日                      | DEAD STROKE                        | CD（バキ盤） CD（バキ盤）（オリジナル・デカジャケ+メーカー特典:内容未定付き） CD+DVD（エナ盤） CD+DVD（エナ盤）（オリジナル・デカジャケ+メーカー特典：内容未定付き） | KICM-2050（バキ盤） KIZM-665（エナ盤）   | 41位                               |

### インディーズ

#### アルバム
| 枚  | 発売日         | タイトル                 | 品番         |
| --- | -------------- | ------------------------ | ------------ |
| ※   | 2010年9月18日  | 『FIRST HEART』          | （自主販売） |
| 1st | 2012年1月7日   | 『いい塩梅』             | （自主販売） |
| 2nd | 2012年7月7日   | 『おすそ分け』           | （自主販売） |
| 3rd | 2013年7月7日   | 『パステルパレード』     | GGR-1052     |
| 4th | 2014年7月7日   | 『リバーシブル!!』       | GGR-1057     |
| ※   | 2016年3月30日  | 『BestAlbum 50分2000円』 | ONDK-2085    |
| 5th | 2023年12月13日 | 『狂女』（ぐるめ）       | （自主販売） |

#### シングル
| 発売日         | タイトル           | 品番         |
| -------------- | ------------------ | ------------ |
| 2010年12月     | 『太陽の輪』       | （自主販売） |
| 2011年1月      | 『是ぜ非ひ』       | （自主販売） |
| 2011年7月8日   | 『逆様の笹の葉様』 | （自主販売） |
| 2012年11月15日 | 『夜行列車』       | （自主販売） |

### ユニット参加作品
| 発売日        | タイトル       | ユニット名                             | 品番         |
| ------------- | -------------- | -------------------------------------- | ------------ |
| 2009年8月26日 | 『WILDBERRY』  | イツカミナツ（ドラマー「エナ」で参加） | VANZ-0004    |
| 2013年7月7日  | 『DOLCE』      | DOLCE（ボーカル「ティラミス」で参加）  | （自主販売） |
| 2016年3月12日 | 『WAR I NEED』 | DOLCE（ボーカル「ティラミス」で参加）  | （自主販売） |

### オムニバス参加作品
| 発売日        | タイトル                                  | 参加楽曲                                                        | 品番       |
| ------------- | ----------------------------------------- | --------------------------------------------------------------- | ---------- |
| 2006年12月1日 | 『Zeex Song〜ジークス天神テーマソング〜』 | （#2）『だからSmile 〜Heart to Heart〜』収録                    | （非売品） |
| 2008年1月11日 | 『VANZ VARIETY VOL.1』                    | （#5）『カレン』収録 （#11）『V.A.N.Z. -vanguard-』ボーカル参加 | VANZ-0003  |

## タイアップ
| 楽曲名                 | 収録CD                 | タイアップ作品名 |
| ---------------------- | ---------------------- | --- |
| （無題曲）             | （未収録）             | リョーユーパン『ソフト＆ソフト』夏季限定CM |
| 『壁紙にらめっこ』     | 『いい塩梅』           | 映画『怪談新耳袋 殴りこみ!劇場版＜東海道編＞＜北海道編＞』主題歌 |
| 『残響ビュッフェ』     | 『おすそ分け』         | 映画『怪談新耳袋 殴りこみ!劇場版＜地獄編＞』主題歌 |
| 『ライブドライブ』     | 『パステルパレード』   | 映画『怪談新耳袋 殴りこみ!劇場版＜魔界編＞』主題歌 文化放送「小野恵令奈 ふぉん・で・りんく」2013年12月期エンディングテーマ チバテレ「最近どう？みんなタクシーのってる？」2014年8月期エンディングテーマ |
| 『黒いパルフェ』       | 『DOLCE』              | ホラー秘宝まつり2015 オープニング・ショートムービーとして上映 |
| 『EVIL IDOL SONG』     | 『EVIL IDOL SONG』     | 主演映画『EVIL IDOL SONG』主題歌 |
| 『私だけがいない世界』 | 『強めの心臓』         | 映画『血を吸う粘土』主題歌 |
| 『BIKINI RIOT』        | 『強めの心臓』         | 映画『怪談新耳袋Gメン 復活編』主題歌(MCビキニ名義) |
| 『言えない事は歌の中』 | 『言えない事は歌の中』 | フジテレビ系「魔女に言われたい夜～正直過ぎる品定め～」2018年6月度エンディングテーマ |
| 『境界線』             | 『色者』               | 映画『怪談新耳袋Gメン冒険編』前編・後編 |
| 『エンドロール』       | 『色者』               | 映画「エンボク」主題歌 |
| 『超DIE』              | 『色者』               | TBS系テレビ『有田ジェネレーション』2019年6月度EDテーマ |

## 歌詞提供
- ハートストリングス/ノイジー☆ノスタルジー（作曲：木根尚登　編曲：松隈ケンタ、佐藤カズキ（SCRAMBLES））

## 作品

### 映像作品
| 発売日       | タイトル                   | 品番               |
| ------------ | -------------------------- | ------------------ |
| 2017年8月9日 | 映画『EVIL IDOL SONG』DVD  | KIXF-485           |
| 2018年7月4日 | 映画『血を吸う粘土』DVD/BD | KIBF-1582/KIXF-559 |

### イメージビデオ
| 発売日         | タイトル                       | 品番                               |
| -------------- | ------------------------------ | ---------------------------------- |
| 2014年2月20日  | 『エナメル』                   | GUILD062                           |
| 2015年7月17日  | 『mindRock』                   | LCRM02                             |
| 2016年6月23日  | 『本当はダメなんですよ…』      | ENFD4223                           |
| 2017年4月20日  | 『告白ラテアート』             | GUILD154                           |
| 2018年1月22日  | 『不義密通』                   | TSDS-42279                         |
| 2018年10月20日 | 『ちゅら濡れ』(DVD/ブルーレイ) | LCDV-40882（DVD） LCBD-00882（BD） |

### ライブ映像
| 発売日         | タイトル                                                                          | 品番                 |
| -------------- | --------------------------------------------------------------------------------- | -------------------- |
| 2012年10月26日 | 『藤田恵名と一人遊園地バースデイ』（1stワンマンライブ）                           | （自主販売）         |
| 2013年9月7日   | 『クレイジータナバター』（2ndワンマンライブ）                                     | （非売品）           |
| 2014年8月16日  | 『バースデイ☆ライブドライブ2014DVD』（3rdワンマンライブ）                         | （自主販売）         |
| 2015年3月12日  | 『異種格闘音技Vo.1』（藤田恵名vsドルチェ）                                        | （自主販売）         |
| 2015年11月25日 | 『Live「ジグザクギャラクシー」』（4thワンマンライブ）（GIRLS-PEDIA Pt. 藤田恵名） | QHK-019              |
| 2016年12月3日  | 『Live「モーレツのススメ！」』（5thワンマンライブ）                               | STUDSB-001           |
| 2018年1月27日  | 『Live「あとはねるだけ？」』（6thワンマンライブ）                                 | STUDS-B002           |
| 2019年6月26日  | 『Live「もうきている」』（2018バースデーワンマンライブ）                          | 『色者』脱衣盤に付属 |

## 出演

### テレビ
- 青春!イモトの門（2010年11月6日 - 2011年3月25日、BSフジ）
- 真夜中のおバカ騒ぎ!（2013年9月5日 - 2014年4月、2014年6月 - 2015年8月、チバテレ・TOKYO MX）
- THEカラオケ★バトルオーディション（2016年11月21日、テレビ東京）
- 佳代子の部屋〜真夜中のゲーム会議〜（2016年11月30日 - 2018年3月23日、フジテレビ）- 準レギュラー[63]
- 女流雀士 プロアマNo.1決定戦 てんパイクイーン（2016年 - 、テレ朝チャンネル2）シーズン4、シーズン9に出場
- 深夜に発見!新shock感〜一度おためしください〜（2017年4月8日 - 2021年3月27日、テレビ東京）- 準レギュラー

### 映画
- EVIL IDOL SONG（2016年8月20日公開、ブラウニー、監督:大畑創） - 主演・藤崎佳奈 役[64]
- 血を吸う粘土（2017年8月19日公開、ブラウニー、監督:梅沢壮一） - 谷レイ子 役[65][66]
- 王様になれ（2019年9月13日公開、太秦、監督:オクイシュージ）[67]
- WELCOME TO JAPAN 日の丸ランチボックス（2019年10月11日公開、ブラウニー、監督:西村喜廣） - 主演・キカ 役[68][69]

### ラジオ
- 北九州シティエフエム(FM KITAQ)ちゃちゃちゃラジオの1コーナー『初恋居酒屋』- レギュラー出演。2016年1月10日公開収録[70]。

### Web・ネット番組
- 藤田恵名のッ！こーゆーポテンシャル☆（2014年1月20日 - 不定期出演、SHOWROOM[71]）
- 大崎由希と藤田恵名 モエイト☆ビート水着×生演奏 （2014年5月20日 - 2014年7月15日、ニコニコ生放送[72]）
- GIRLS-PEDIA グラビアごはん「グラ飯」（2015年8月28日 - 、ニコニコ生放送[73]）- 番組MC
- notallミュージックトークライブ『 4U 』（2017年7月1日、wallop）[74]
- 新春オールスター麻雀大会2020（2020年1月2日 - 3日、AbemaTV）[75]※テレビ朝日でも一部放送
- バキ 大擂台賽編（2020年6月4日 - 、Netflix）主題歌:藤田恵名（エンディングテーマ「DEAD STROKE」）[76]

## 出版

### 雑誌
- フライデー (雑誌)（2016年7月29日、集英社、8月12日号）- グラビア4P掲載[77]。

### 写真集
- シースルー写真展 2 公式写真集（2016年10月8日、撮影:黒澤奨平）
- 藍色に微笑むキミ（2016年12月16日、グレイプス、撮影:飯田えりか）ISBN 978-4-294-00052-6[78]
- 担任の藤田先生（2017年9月8日、サークルチェンジ、撮影:富田恭透）
- 今日は特別に…（2017年9月26日、サークルチェンジ、撮影:富田恭透）
- 患者さんが気になって…（2017年11月1日、サークルチェンジ、撮影:富田恭透）
- 放課後の彼女（2017年11月27日、サークルチェンジ、撮影:富田恭透）
- お仕事中だけど…（2017年12月26日、サークルチェンジ、撮影:富田恭透）
- 藤田恵名全巻セット290＋56枚収録!!（2018年3月1日、サークルチェンジ、撮影:富田恭透）

### デジタル写真集
- 白昼夢（2017年6月30日、magnetic G）
- 担当の藤田先生（2017年8月1日、サークルチェンジ、撮影:富田恭透）
- ちゅっちゅ♪（2017年8月4日、magnetic G）
- 今日は特別に…（2017年10月1日、サークルチェンジ、撮影:富田恭透）
- Magnetic G2017年10月27日、magnetic G）
- 患者さんが気になって…（2017年11月1日、サークルチェンジ、撮影:富田恭透）
- 放課後の彼女（2017年12月1日、サークルチェンジ、撮影:富田恭透）
- お仕事中だけど…（2018年1月1日、サークルチェンジ、撮影:富田恭透）
- 本当はダメなんですよ…
  - Vol.1（2018年1月3日、五百十）
  - Vol.2（2018年1月3日、五百十）
  - Vol.3（2018年1月3日、五百十）
  - Vol.4（2018年2月1日、五百十）
  - ＜上巻＞ Venus!（2019年2月1日、DECinc）
  - ＜下巻＞ Venus!（2019年2月8日、DECinc）
- 藤田恵名全巻セット290＋56枚収録！！　藤田恵名 解禁グラビア写真集（2018年3月1日、サークルチェンジ、撮影:富田恭透）
- 楽園 (Bamboo e-Book) （2018年6月7日、竹書房）
- 逃避行 (Bamboo e-Book) （2018年6月7日、竹書房）
- 二人きり(Bamboo e-Book) （2018年6月7日、竹書房）
- ちゅら濡れ Idol Line（2019年3月1日、ラインコミュニケーションズ）
- LOVE GAME Vol.19 栗原みさ・藤田恵名（2019年5月2日、五百十）
- LOVE GAME Vol.20 栗原みさ・藤田恵名（2019年5月3日、五百十）
- Spring Love Vol.1 藤田恵名・唐沢りん（2019年6月1日、五百十）
- BEST 藤田恵名（2020年5月2日、五百十）
- 告白ラテアート GLD（2020年9月22日、DECinc）
- ほっとたいむ（2021年10月13日、DECinc）
- ちゅら濡れ Masterpiece#025（2022年10月23日、ドラゴンフライブック、撮影:ラインコミュニケーションズ）
- エナメル（2023年3月1日、PAD）

## ライブ、活動歴
2012年
- 1月7日、1stアルバム『いい塩梅』リリースに伴い、同日、レコ発路上ライブを新宿、秋葉原、渋谷、溝の口の4ヶ所で行い初回CD100枚を完売[79]。
- 1月、西日本路上ライブツアー「藤田恵名の路上ライブで、いい塩梅」と称し、1/24〜2/4の期間神奈川県溝の口〜福岡県北九州市まで10ヶ所、13公演が行われた。全行程のサポートとしてWATALUも同行[80]。
- 2月、テレビ埼玉の「ニワニワ庭グルメ」にグルメレポーターとして出演[81]。共演はせんだるか。
- 6月、サントリー「STONES BAR」のキャンペーンガール「STONES BAR GIRLS」に参加（ENA名義）[82]。
- 7月7日、目黒ライブステーションにて1stワンマンライブ『藤田恵名と一人遊園地バースデイ♪』開催。全17曲を披露[83]。
- 11月15日、CDシングル『夜行列車/Re:liance』リリース。四ツ谷OUTBREAKにてレコ発ライブを開催。
- 11月24日、江戸川橋Fresh!Studio（ゼロスタジオ）にて初の水着撮影会。

2013年
- 4月、「ミス東スポ2014」エントリー、セミファイナリスト選出後、予選クール（4月 - 7月）を1位通過。
- 7月7日、渋谷チェルシーホテルにて2ndワンマンライブ『クレイジータナバター』開催。全16曲を披露。
- 7月、Ustream「マイスマ推し！Powered by マイスマTV」出演[84]。
- 8月、福岡県北九州市「チャチャタウン小倉」にて凱旋ライブ。2ステージを披露。
- 9月7日、秋葉原にてファンミーティング「第一回！藤田恵名のわがままミーティング」開催。自身の手料理、ミニライブとビンゴゲームでファンをもてなした。参加者全員に2ndワンマンDVD（非売品）をプレゼント[85]。
- 11月、「あきばふぉんプレゼンツ！第2回CHOISTAR」（高田馬場PHASE）にエントリー。観客投票により2代目CHOISTARに選ばれた結果、文化放送で放送されていた小野恵令奈の『ふぉん・で・りんく』[86]2013年12月度エンディング曲として『ライブドライブ』が採用される。
- 12月6日・7日、仙台にて2daysライブ（6日仙台ark、7日仙台PARK SQUARE）。
- 12月13日、ボートレース浜名湖にて「ミス東スポ2014ファイナリスト藤田恵名・長瀬麻美による予想会＆イベント」に出演[87]。
- その他、2013年、ライブ60本、撮影会40本、メディア（TV、ラジオ、ネット）出演78本[88]。

2014年
- 1月6日、ミス東スポ2014グランプリ獲得[89]。
- 1月9日、東京スポーツ新聞社制定「2013年度プロレス大賞授賞式」のアシスタントとして出演[90]。
- 1月13日、赤坂・アンドロイドルカフェにてミス東スポ2014グランプリお披露目記者会見に出演[91][92]。
- 2月20日、自身初のグラビア系イメージDVD『エナメル』リリース[93]。
- 2月23日、第23回東京スポーツ映画大賞、第14回ビートたけしのエンターテインメント賞授賞式アシスタント[94]。
- 3月16日、秋葉原「ソフマップ」にて『エナメル』の発売記念イベントに出演[95]。
- 4月21日、Mt.RAINIER HALL SHIBUYA PLEASURE PLEASUREで行われたstageAceプレゼンテーションライブにて『SSGD☆』『ライブドライブ』を披露。ライブ終了後、NHK出版から「宇田川スタジオ賞」（レコーディングスタジオを2日間自由に使える使用権）を獲得[96]。
- 5月6日、関西圏では初となる撮影会、京都祇園撮影会（花見小路・切り通し・三条スタジオ）。
- 5月15日 - 18日、東スポの紙面特集としてマカオの観光施設紹介のため渡航。記事は7月7日の東スポ紙面に掲載された[97]。
- 5月20日、モエイトチャンネル（ニコニコチャンネル）にて「大崎由希と藤田恵名 モエイト☆ビート【水着×生演奏】」配信[98]。計3回。
- 7月5日、六本木morph-tokyoにて3rdワンマンライブ『バースデイ☆ライブドライブ』開催。全16曲を披露。同日、4thアルバム『リバーシブル!!』先行リリース。この公演中に、楽曲『東スポソング』を含むシングルでメジャーデビューすることが発表された[99]。
- 9月27日、タワーレコード錦糸町店にて10/29リリース 1stメジャーシングル『ユメヒコウセン』第1回予約イベントを開催[100][101][102]。
- 10月29日、1stメジャーデビューシングル『ユメヒコウセン』リリース。同日、秋葉原ソフマップ1号店にてリリースイベントを開催[103]。
- 11月20日・26日、内幸町のコンセプトカフェ「東スポカフェ」にて一日ウェイトレスを務めた[104]。
- 11月30日、キャンシステム（有線放送）で東スポソングが11月度問い合わせランキングJ-POP部門の4位になった[105][106]。
- 12月13日・14日、2年連続で北九州凱旋ライブ2Days（門司港、キャナルシティ博多）[107][108]。
- 12月19日、初の主催ライブ「異種格闘音技vol.1」を四谷LOUTSにて開催。DOLCEとの2マンライブ[109]。
- その他、2014年、ライブ60本、撮影会11本、メディア（TV、ラジオ、ネット放送）192本

2015年
- 1月13日、ミス東スポ2015グランプリの発表、授与式にプレゼンターとして参加[110]。
- 1月30日 - 31日、キングレコード主催のホラー秘宝のイメージガールとして『ドルチェ』のティラミスが起用され、ロゴムービー撮影＆MV撮影を某所にて撮影。エキストラとしてファンも参加した[111]。
- 3月12日、渋谷GUILTYライブ[112]。
- 4月11日、渋谷VANDALISMにて「第二回！藤田恵名のわがままミーティング」開催[113]。
- 7月4日、shibuya eggmanにて4thワンマンライブ『ジグザクギャラクシー』開催[114]。
- 8月2日、秋葉原「ソフマップモバイル館」にて『mindRock』DVD発売記念イベントに出演[115]。
- 8月末日に『真夜中のおバカ騒ぎ』を卒業。2年間連続出演し初代名誉ガールズとして殿堂入り[116]。
- 8月11日、新宿シアターブラッツにて舞台『チョイスｗ』(8月11日 - 16日)に出演。初舞台[117]。
- 10月24日、渋谷DESEOminiにて第1回定期ワンマンライブ『萎えた自負聞いて』1部ソロ、2部バンド編成にて開催[118]。
- 11月14日、秋葉原「ソフマップアミューズメント館」にてLive『ジグザクギャラクシー』DVD発売記念イベントに出演[119]。
- 11月21日、渋谷DESEOminiにて第2回定期ワンマンライブ『萎えた自負聞いて』開催[120]。
- 12月16日、渋谷DESEOminiにて第3回定期ワンマンライブ『萎えた自負聞いて』開催[121]。
- 12月16日、2016年7月2日に渋谷WWWにて5thバースデーワンマンライブ開催を発表。自身初となる最大収容人員500人の大箱[122]。

2016年
- 2月4日、3月末に発売予定のベストアルバム(表題未定)のキャンペーンを北海道札幌、FM北海道、CDショップ音楽処へ訪問。初の北海道遠征[123]。
- 2月14日、ベストアルバムのタイトルが『50分2千円』に決定。ジャケット写真を公開した。3月30日下北沢GARDENより発売開始[124]。
- 2月20日、パチンコ実践イベントで新潟へ初めて赴き、VEAM 亀田店、美咲店を訪れた[125]。
- 3月9日、雑誌カススタ125（4月号、造形社）の表紙に記載された。初の雑誌表紙グラビア[126]。
- 3月17日、後楽園ホールにて、3試合のラウンドガールを務めた[127]。
- 3月26日、大阪photo meetsにて撮影会[128]。
- 3月27日、大阪長堀橋WAXXにてライブ。初の大阪遠征[129]。
- 3月30日、下北沢GARDENライブにてベストアルバム『50分2千円』レコ初[130]。
- 5月9日 - 12日、3rdグラビアイメージDVDタイトル未定）の撮影でタイへ[131]。
- 6月26日、静岡sunash『IDOL CLEAN LIVE IN SHIZUOKA Vol.2』出演。初静岡ライブ[132]。
- 7月2日、渋谷WWWにて5th.ワンマンライブ『モーレツのススメ』開催。OPゲスト「水中、それは苦しい」[133]。
- 7月8日、大阪ロフトプラスワンにて『藤田恵名生誕イベント モーレツ後夜祭』開催[134]。
- 7月17日、ミスiD2017セミファイナル進出[135]。
- 7月24日、秋葉原ソフマップアミューズメント館8FにてDVD「本当はダメなんですよ･･･」発売記念イベント開催
- 8月19日、渋谷GUILTYにて藤田恵名主催ライブ、主演映画EVIL IDOL SONG公開前夜SP開催[136]。
- 8月20日、「第3回夏のホラー秘宝まつり 2016」キネカ大森にて主演映画EVIL IDOL SONGの上映前に舞台挨拶を行った[137]。
- 8月23日、下北沢ろくでもない夜にて藤田恵名CDフラゲ日ワンマン「一番出汁」開催[138]。
- 8月24日、アルバム『EVIL IDOL SONG』メジャーリリース。秋葉原ソフマップアミューズメント館にてリリースイベント開催[139]。
- 8月26日、新星堂池袋サンシャインアルタ店にてアルバム『EVIL IDOL SONG』リリースイベント開催。CD販売と共に1日店長も務める。
- 9月16日、ミスiD2017ファイナル進出[140]。
- 10月8日 - 16日、浅草橋ギャラリードレインにて鎌田紘子Presents『シースルー写真展2』に被写体モデルとして参加[141]。
- 10月15日・16日、高円寺ちょこれーとちわわ にて村上英恵監督作MV「病み彼」完成記念「病み彼展」開催[142]。
- 12月3日、大阪シアターセブンにて「EVIL IDOL SONG」舞台挨拶
- 12月5日 - 11日、渋谷MODIの大型ビジョンにてミスiD-CHEERZ広告放映[143]。
- 12月16日、ミニ写真集「藍色に微笑むキミ」発売。同日、ヴィレッジヴァンガード町田路面店にて発売記念サイン会開催
- 12月31日、六本木バードランドにて「プリュカウントダウンライブ2016-2017」出演[144]。

2017年
- 1月5日、下北沢ろくでもない夜にて「新春処方箋ファンミライブ」開催[145]。
- 1月12日、ジョイサウンド品川にて「戦極MC BATTLE - ORIGINAL BATTLE BEAT JOYSOUND杯」参戦。MCビキニとしてラップバトル初参戦[146]。
- 1月29日、渋谷VUENOSにて「CINDERELLA MC BATTLE Vol.1」にMCビキニa.k.a 藤田恵名 として参加した。
- 2月12日、幕張メッセ国際展示場にて「ジャパンアミューズメントエキスポ2017」CAPCOMブースにゲスト出演。ニコ生放送[147]。
- 3月4日、渋谷LOFT9にて「藤田恵名 脱がずに生き抜く方法を模索する夜会 Vol.1」開催[148]。
- 3月13日、MV「404 Not Found」完成[149]。
- 5月4日、仙台Club JUNK BOXライブ
- 5月13日、秋葉原ソフマップアミューズメント館にてイメージDVD『告白ラテアート』発売記念イベント[150]。
- 5月22日、新宿駅にて3年ぶりにストリートライブ。
- 5月25日、カノエラナのMV『たのしいバストの数え歌』に出演。
- 6月8日、鎌田紘子と人助け団体設立。
- 6月9日、下北沢ろくでもない夜にて『森岡千織SPARK TALK SHOW!!』出演。
- 7月7日、渋谷WOMBにて藤田恵名6thワンマンライブ「あとは ねるだけ？」開催。
- 7月8日、渋谷LOFT9にてワンマンライブ後夜祭、藤田恵名ちゃんのオールナイトトークライブ「もうねちゃうの？」開催。
- 7月22日、大阪ロフトプラスワン ウエストにて「脱がずに生き抜く方法を模索する夜会 2」開催。
- 8月9日、メジャー2ndアルバム『強めの心臓』リリース。ヴィレッジヴァンガード渋谷本店にてリリースイベント出演。